# Michael Palmer (chanteur)
Pour les articles homonymes, voir Michael Palmer et Palmer.
Michael Palmer est un chanteur de reggae jamaïcain actif principalement entre 1982 et 1985.

## Biographie
Né dans la région de Maxfield Park à Kingston en 1960, à la fin des années 1970, Palmer a commencé sa carrière avec des systèmes de sonorisation tels que Stereophonic Sound with General Echo, s’inspirant du succès de son voisin, Leroy Smart. La mort par balle de Big John, propriétaire d’Echo et de Stereophonic en 1980, a été un coup dur pour la carrière de Palmer. Son premier single, Mr Landlord (1975), enregistré pour le producteur Oswald Thomas, n’a pas été couronné de succès. Ce n’est que quelques années plus tard, quand il a rencontré le succès avec Smoke the Weed, enregistré à Channel One, et avec le producteur Jah Thomassur des morceaux tels que Ghetto Dance et Different Love. Il a ensuite collaboré avec divers producteurs, dont George Phang, Sugar Minott, Prince Jammy et Joseph Hoo Kim, et a réalisé un premier single en Jamaïque en 1984 avec le Lick Shot produit par Phang. Il s'est également produit au festival de Reggae Sunsplash cette année.  Ses enregistrements ont mené à une série d'albums datant du milieu des années 1980, notamment des albums dédoublés avec Frankie Jones, Frankie Paul, Johnny Osbourne et Kelly Ranks.
Palmer passe à la production, remportant le succès avec Haul and Pull Up de Neville Brown, puis reprend l'enregistrement au début des années 1990, avec des singles tels que Juggling et Everyone Makes Love. Après avoir été avisé d'abandonner le chant en raison de problèmes vocaux, Palmer s'était installé aux États-Unis et avait quitté l'industrie de la musique pendant près de 20 ans.
Palmer est revenu à la musique au XXIe siècle, se produisant aux États-Unis et a publié une nouvelle musique en 2017. Michael Palmer a fait équipe avec son nouveau manager Barrington Gray, Cedar Valley Records (Suède) et son producteur/ingénieur Andre "Tripple T "Daley (Jamaïque), le magicien derrière certains des mélanges les plus mémorables du label Exterminator, un certain nombre de nouveaux morceaux seront publiés en 2018 par cette équipe.

## Discographie
- 1982 - Lick Shot
- 1984 - Showdown Vol 4 (Frankie Jones & Michael Palmer)
- 1984 - Angella
- 1984 - Star Performer
- 1985 - Double Trouble (Frankie Paul & Michael Palmer)
- 1985 - Ghetto Living
- 1985 - I'm So Attractive
- 1985 - Pull It Up Now
- 1985 - Sweet Daddy
- 1985 - We Rule
- 1985 - Wicked (Michael Palmer Meets Johnny Osbourne)
- 1985 - Michael Palmer Meets Kelly Ranks At Channel One
- 1986 - Joint Favourites (Half Pint & Michael Palmer)
- 198X - I'm Still Dancing Showcase
- 1997 - Triston Palma Meets Michael Palmer (1982-84) 2CD
- 2013 - One day badboy / Brown skin girl (12' Earlydays Records)